# Liste des accidents ferroviaires en France dans les années 1940
La liste des accidents ferroviaires en France dans les années 1940 est une liste non exhaustive, chronologique.

## 1940
- 4 janvier 1940 - À 200 mètres de la gare de Savigny-sur-Orge, un train Paris-Orléans en détresse est percuté par la machine envoyée pour le dépanner. Le fourgon de queue et les trois dernières voitures se télescopent. L'accident fait un mort et sept blessés[1].
- 6 janvier 1940 - Dans la soirée, sur la Grande ceinture stratégique, près d'Orly, dans le brouillard, un train de permissionnaires dont la machine est en détresse est tamponné à vitesse réduite par celui qui le suit. Des voitures quittent les rails, engageant le gabarit de la voie adjacente, sur laquelle survient un train de marchandises qui les percute. Ce suraccident, dû à la fois à une erreur des agents chargés du cantonnement téléphonique et à un défaut de couverture du train en panne, fait sept morts et quinze blessés[2].
- 20 janvier 1940 - Dans la nuit, aux abords de la gare de Troyes, à la bifurcation de Saint-Julien-les-Villas, un train de permissionnaires Aillevillers-Paris prend en écharpe un train poste-marchandises Sarrebourg-Montereau venant de Brienne-le-Château dont le mécanicien a franchi un carré fermé. On dénombrera dix morts, trois cheminots et sept militaires, et une quarantaine de blessés[3]. Malgré la discrétion des autorités sur cet accident en période de guerre, il donnera lieu deux mois plus tard à une interpellation à la Chambre des députés[4].
- 31 janvier 1940 - Un peu avant minuit, sur la ligne Strasbourg-Paris, à la suite d'une erreur d'aiguillage, l'autorail Strasbourg-Saverne percute un train de marchandises en cours de manœuvre à la sortie de la gare de Dettwiller. La collision fera quatre morts et sept blessés[5].
- 4 mai 1940 - Sur la ligne Montluçon-Vierzon, à 1 heure 20, entre les gares de Vallon (Allier) et d'Urçay, le remblai encadrant un pont miné par une crue brutale de deux affluents du Cher gonflés par de fortes pluies s'effondre au passage du train Aurillac-Paris. La locomotive, le fourgon et les cinq premières voitures déraillent. On dénombrera trente-trois morts et une vingtaine de blessés[6].

- 18 mai 1940 - Au cours de l'exode des populations du nord devant l'avance allemande, sur la ligne Amiens-Rouen où les convois se succèdent en marche à vue, près de la gare de Morgny, l'arrière d'un train de réfugiés belges à l'arrêt est percuté par un train de réfugiés français, dont la vitesse était excessive (52 km/h). Les voitures métalliques belges résistent au choc, mais les voitures de bois du train français se disloquent contre sa locomotive. La collision fera cinquante-trois morts et cent-vingt-huit blessés et sera totalement occultée par la censure militaire. Traduit devant le tribunal correctionnel[7], le mécanicien du train tamponneur sera condamné à un mois de prison avec sursis, mais prenant en compte les circonstances exceptionnelles, notamment le fait qu'il était en service depuis plusieurs jours consécutifs et venait de passer vingt-trois heures sans interruption sur sa machine, la Cour d'appel de Rouen le relaxera, ainsi que la SNCF, dans un arrêt du 23 décembre 1941[8]. La Cour de Cassation confirmera cette décision deux ans plus tard[9].
- 7 août 1940 - Sur la ligne de Morlaix à Roscoff, en gare de Saint-Pol-de-Léon, un train est aiguillé par erreur sur une voie en impasse. Le mécanicien et le chauffeur sont tués. À la suite de cet accident, une pancarte « HEURTOIR » sera apposée à l'aiguille en cause[10].
- 4 septembre 1940 - En gare de Fère-Champenoise, à la bifurcation des lignes de Fère-Champenoise à Vitry-le-François et de Oiry - Mareuil à Romilly-sur-Seine, par suite du non-respect de la signalisation, un train de troupes allemandes à l'arrêt est pris en écharpe par un train de matériel vide. Sur la locomotive du train tamponneur, le mécanicien est tué, son chauffeur blessé. Dans le wagon dortoir placé derrière le tender, le mécanicien de réserve est tué, son chauffeur blessé, ainsi que deux soldats allemands du train tamponné[11].
- 8 septembre 1940 - Sur la ligne de Grande Ceinture complémentaire, entre Sucy et Chennevières, vers 15 heures 45, un train de prisonniers français est percuté à la sortie d'un tunnel par un train de ravitaillement allemand dont le freinage a été trop tardif. L'accident fait un mort et quinze blessés allemands et six blessés français. Le mécanicien (français) du train tamponneur est déféré devant un tribunal militaire allemand[12].
- 15 octobre 1940 - Au Bourget, vers 18 heures, à la suite d'une erreur d'un chef de manœuvre, un train de banlieue percute une rame de citernes vides coupant les voies principales. Les deux cheminots de la machine de manœuvre sont tués, vingt-quatre voyageurs sont blessés[13].
- 24 novembre 1940 - À Nice, un tramway patine sur des feuilles, quitte les rails, et s'écrase contre un platane du Boulevard de Cimiez, faisant quatre morts et huit blessés[14].

## 1941
- 14 octobre 1941 - Sur la ligne Boulogne-Abbeville, peu avant Étaples, au passage à niveau de Camiers, une machine haut-le-pied percute un camion transportant vingt-huit ouvriers belges, dont quatre sont tués, et quatre sont blessés[15].
- 18 mars 1941 - Vers 22 heures, peu avant Bordeaux, sur la ligne Bayonne-Bordeaux, un omnibus en retard venant de Dax stationne en gare de Pessac, lorsqu'un train de marchandises le percute par l'arrière, défonçant sa dernière voiture et faisant quatre morts et une vingtaine de blessés[16].
- 2 novembre 1941 - À l'entrée de la gare de Paris-Austerlitz, vers 20 heures, une rame vide en manœuvre est percutée par un train bondé venant d'Orléans, dont cinq voitures sortent des voies et se brisent. La collision fera vingt morts et cent blessés[17].
- 9 novembre 1941 - Sur la ligne du chemin de fer de Mamers à Saint-Calais[18], en gare de Saint-Calais, vers 15 heures, une rame de wagons en dérive dans une pente vient percuter un train de voyageurs bondé en partance pour Connerré, faisant trois morts et treize blessés[19].
- 28 décembre 1941 - Sur la ligne Armentières-Berguette, deux trains de voyageurs entrent en collision, non loin du passage à niveau du Grand-Chemin, à La Gorgue. Le bilan définitif est inconnu, mais les secours dégagent des décombres ce jour-là 47 morts et 63 blessés. D'autres corps sont découverts les jours suivants et des blessés graves meurent les jours suivants à l'hôpital[20].

## 1942
- 27 avril 1942 - Sur la Ligne de Carhaix à Camaret-sur-Mer, collision entre une machine haut-le-pied allant de Crozon à Châteaulin transportant six passagers et un train de marchandises se dirigeant vers Camaret. Bilan : quatre morts et dix blessés[21].

## 1943
- 15 avril 1943 - En gare de Montluel, sur la ligne Lyon-Genève vers 6 heures, une locomotive prenant de l'eau est tamponnée par un train de marchandises. Trois cheminots sont tués[22].
- 23 août 1943 - Sur la ligne de Bourges à Saincaize, près de la gare de Bengy, à 4 heures 37, un train de marchandises déraille à la suite d'un sabotage (rail déboulonné) quelques secondes avant son croisement avec un train de voyageurs dont les premières voitures sont éventrées par la machine et les wagons renversés. L'accident fera onze morts et vingt-deux blessés[23].
- 6 octobre 1943 - Au petit matin, sur la ligne Paris-Lyon, près de Chalon-sur-Saône, un train de marchandises déraille à la suite d'un sabotage et ses wagons renversés sont percutés par le rapide Paris-Marseille, dont la locomotive et cinq voitures déraillent, deux de celles-ci prenant feu. On dénombrera trente-deux morts et de nombreux blessés[24].
- 22 octobre 1943 - À 1 heure 22, sur la ligne Chaumont-Épinal, un train en double traction transportant des soldats allemands et leur matériel déraille par suite d'un acte de sabotage (rail détirefonné et déséclissé). Les deux machines se couchent et les voitures et wagons de tête s'écrasent contre elles. Un chauffeur est tué, un mécanicien et dix-huit soldats allemands sont blessés[25].
- 31 octobre 1943 - À minuit et demi, peu avant Tournus, sur la ligne Paris-Lyon, l'express Marseille-Paris déraille sur un ponceau à la suite d'un sabotage (rail déboulonné). La locomotive et sept voitures basculent hors de la voie. On dénombrera onze morts et quarante-sept blessés[26].
- 3 décembre 1943 - Près de Demigny (Saône-et-Loire), au point kilométrique 8,7 de la ligne de Chagny à Dole-Ville, la machine et quatre voitures de voyageurs d'un train mixte déraillent au matin par suite d'un sabotage, faisant deux morts et de nombreux blessés[27].
- 3 décembre 1943 - Sur la ligne de Tergnier à Laon, entre les gares de La Fère et de Versigny, vers deux heures, un train allant de Tergnier à Laon déraille. Quatre voitures de voyageurs s’enchevêtrent, faisant dix morts et quarante-cinq blessés[27].
- 15 décembre 1943 - À trois heures, près de la gare d'Albigny - Neuville, à 18 km de Lyon, le Vintimille-Paris déraille à la suite d'un sabotage (rail déboulonné). On dénombrera huit morts (dont le gangster Paul Carbone) et quarante blessés[28].
- 16 décembre 1943 - Sur la ligne de Saint-Florentin à Troyes, entre les gares de Jeugny et de Saint-Phal-Chamoy, à 10 heures 20, un train de marchandises venant de Troyes déraille à la suite d'un sabotage (rail détirefonné et déséclissé). La machine et le tender se renversent et le fourgon qui les suit est broyé par les wagons de tête. On dénombrera cinq morts, le mécanicien, qui ne survivra pas à ses brûlures, et les quatre occupants du fourgon (dont un cheminot allemand). Le chauffeur est grièvement brûlé[29].

## 1944
- 19 janvier 1944 - À 6 heures 10, sur la ligne Bayonne-Toulouse, peu avant Tarbes, entre les gares d'Ossun et de Juillan, un sabotage (rail déboulonné) fait dérailler l'express Pau-Toulouse, dont trois voitures à caisse en bois sont écrasées, faisant vingt-sept morts et une cinquantaine de blessés[30].
- 20 janvier 1944 - Sur la ligne Compiègne-Soissons, au lieudit Le Buissonnet à Attichy, vers 10 heures 30, un train pour Soissons déraille à la suite d'un sabotage (rail déboulonné). On dénombrera douze morts et une quinzaine de blessés[31].
- 27 mai 1944 - Aux abords de Rouen, à 14 heures 10, un express venant de Paris est bloqué sur la rive gauche de la Seine juste avant le viaduc d'Eauplet par un bombardement anglo-américain visant, entre autres objectifs, cet ouvrage. La deuxième voiture du convoi, frappée de plein fouet, s'embrase. On en tirera quarante huit morts et trente quatre blessés[32].
- 26 juin 1944 - En Haute-Loire sur la ligne CFD Vivarais Lavoûte - Raucoules, un train excessivement chargé s'emballe dans une descente entre la gare de Bessamorel et celle de Rosières, peu avant le viaduc de Chavalamard. S'ensuit un accident qui fera 12 morts, principalement des habitants de la Loire[33],[34].

## 1945
- 17 janvier 1945 - Un train de troupes formé de 40 wagons de marchandises s'emballe dans la pente de 15 ‰ faisant passer en une douzaine de kilomètres à partir de Saint-Vaast-Bosville la ligne de Motteville à Saint-Valery-en-Caux de 117 m à 7 m d'altitude, et finit sa course en se fracassant dans la gare de Saint-Valery, qu'il détruit entièrement. La catastrophe fait plus d'une centaine de morts sur les 2 000 militaires américains occupant le convoi. En 1994, une plaque commémorative sera apposée sur le bâtiment, reconstruit en 1950[35].
- 27 juillet 1945 - À 19h50, en gare de Saint-Fons, le train express 1024 Lyon–Saint-Étienne, parti à 19h35 de la gare de Lyon-Perrache, entre en collision avec un train de marchandises comprenant trois wagons de munitions. Sept voitures de voyageurs déraillent. Le train de marchandises prend feu. Environ un quart d'heure après la collision, les wagons de munitions explosent. Plusieurs détonations se succèdent. L'incendie se propage à des maisons d'habitation à proximité de la voie ferrée, et plusieurs immeubles sont gravement endommagés par les déflagrations. Trois jours après l'accident on compte sept morts et une trentaine de blessés[36], un bilan humain bien moins lourd que ce qui avait initialement craint la presse internationale[37]. En effet, le temps relativement long entre la collision et les explosions a permis à la plupart des voyageurs de se mettre à l'abri[36].
- 21 septembre 1945 - Catastrophe sur le viaduc de Romans-sur-Isère appelé pont de Vernaison. Collision entre 2 trains de voyageurs sur ce pont mutilé pendant la guerre et dont une seule voie fut rétablie, ajouté à cela un dysfonctionnement de la signalétique. Bilan : trente morts, trois disparus, cent-six blessés[38].

## 1946
- 11 février 1946 - Colmar (Haut-Rhin) : à 7 h 30, la collision au passage à niveau de la route d'Ingersheim, entre l'express Calais-Bâle et un bus de la Salta assurant la liaison Colmar-Kaysersberg, a fait quinze morts et seize blessés graves[39].
- 12 novembre 1946 - Revigny-sur-Ornain : à 6 h 30, le train de marchandise 1138 rattrape et percute un train de voyageurs arrêté en gare de Revigny. La presse donne un premier bilan de trente-deux morts et soixante-dix blessés[40].

## 1947
- 3 décembre 1947 - Agny : à la fin des grèves de 1947 en France, marquées par une série d'autres sabotages et déraillement beaucoup moins graves, des inconnus, dans un passage en courbe entre deux talus, déboulonnent des rails qu'ils remplacent par un fil électrique pour que cette anomalie n'apparaissent pas dans les feux de signalisation : c'est le sabotage et déraillement du train postal Paris-Tourcoing. Il cause vingt morts et quarante blessés[41]. Les auteurs du sabotage, qui auraient été identifiés, ne seront jamais poursuivis par "souci d'apaisement".

## 1948
- 17 février 1948 - Thumeries : 17h13 au départ de la gare de Thumeries, collision entre un train de marchandises et un train de voyageurs de la ligne Pont-à-Marcq - Douai. Bilan : vingt-deux morts et quatre-vingt blessés[42].

## 1949
- 18 février 1949 - Port-d'Atelier : en soirée, collision entre l'express Nancy-Dijon et une locomotive haut-le-pied. Bilan : quarante-trois morts et plus d'une centaine de blessés[43].
- 26 octobre 1949 - Barbentane : l'autorail ADX prototype X 5001 en tête d'un train Cérbère-Avignon déraille sur un aiguillage à la suite de la rupture d'un essieu et percute de plein fouet la halle aux marchandises petite vitesse. On relève cinquante blessés et douze morts, dont le conducteur[44],[45],[46].